# Ortenauer Wein
Der Weinbaubereich Ortenau gehört zum Weinbaugebiet Baden und umfasst die Region von Gernsbach und Baden-Baden südwärts entlang des Schwarzwaldes und seiner Vorbergzone bis Gengenbach und Diersburg. Er liegt in den Landkreisen Ortenau, Rastatt und der Stadt Baden-Baden. Typische Rebsorten der Region sind Müller-Thurgau, Riesling und Spätburgunder.

## Kennzahlen zum Terroir
- Rebfläche: 2717 ha (2017)[1]
- Jahres-Niederschlagsmenge: 900–1100 Liter/m²
- Sonnenschein-Dauer April–Oktober: 1250–1380 Stunden
- Bodenarten: basenarme, schwach saure Skelettböden mit geringen Lössanteilen

## Besonderheiten
Mit dem Engelsfelsen besitzt die Weinbauregion eine Einzellage mit einer Neigung von bis zu 75° und gilt damit als steilste Weinlage Europas.

## Weinbauorte
| - Baden-Baden - Bühl – in den Stadtteilen Neusatz, Waldmatt, Kappelwindeck, Altschweier, Eisental - Bühlertal - Diersburg - Durbach - Gengenbach - Gernsbach – Schloss Eberstein und im Stadtteil Staufenberg am Grossenberg - Kappelrodeck | - Nußbach (Renchtal) - Oberkirch - Offenburg – mit den Ortsteilen Zell-Weierbach, Fessenbach und Rammersweier - Ortenberg - Ulm (Renchen) - Sasbachwalden - Waldulm |